# Himeră economică

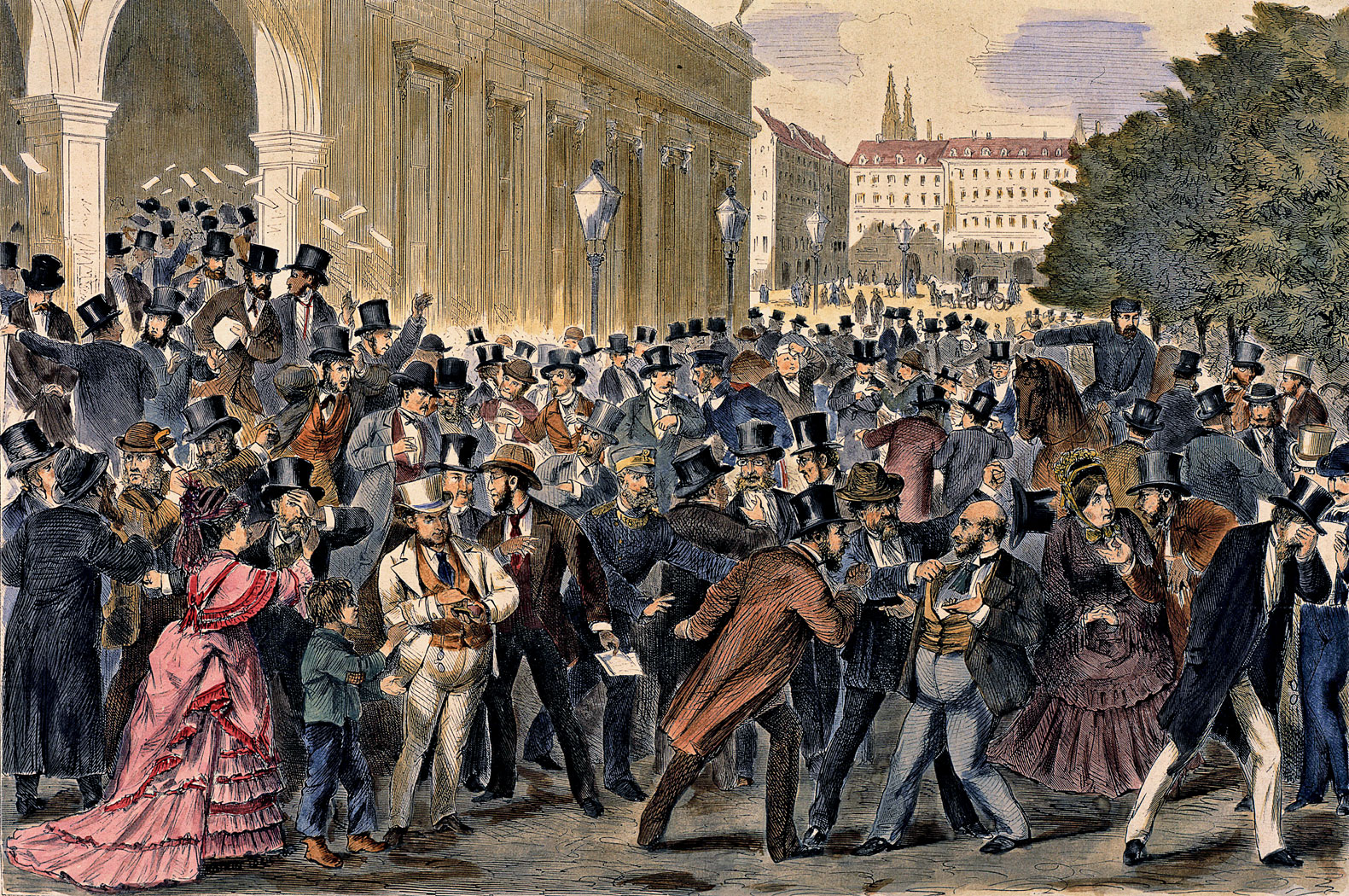
„Vinerea Neagră”, 9 mai 1873,
Bursa de Valori din Viena.

O himeră economică, foarte frecvent folosindu-se termenul din limba engleză, economic bubble (sau termeni similari, speculative bubble, market bubble, price bubble, financial bubble, ori speculative mania), a cărui traducere corectă este un balon de săpun economic, este un grup de tranzacții bursiere la volume ridicate și care diferă considerabil de valoarea intrinsecă sau reală a acestora; conform originalului, "trade in high volumes at prices that are considerably at variance from intrinsic values".
Deși unii economiștii contestă existența acestor baloane de săpun economice,  cauza sau cauzele reale ale acestor himere economice rămân un permanent semn de întrebare pentru aceia care sunt convinși că prețurile bunurilor fixe pot adesea devia considerabil față de valoarea lor intrinsecă.
O bulă speculativă există în condițiile în care un instrument financiar este evaluat la suprapreț de-a lungul unei perioade îndelungate.  Prezența clienților care cumpără un produs financiar cu speranță că îl vor putea revinde mai târziu pentru o sumă mai mare este un alt factor care contribuie frecvent la crearea de bule financiare. Dacă apare o bulă economică pe piața, atunci există riscul de „prăbușire” a valorii instrumentului financiar respectiv: clienții vor continua să cumpere atâta timp cât consideră că există și alți cumpărători pe piață, astfel încât când mulți decid să vândă prețul va cădea. Din păcate, este dificil de ghicit când prețul unui produs financiar reprezintă corect valoarea fundamentală a acestuia, astfel încât bulele economice sunt foarte greu de detectat. Unii economiști insistă că bulele economice nu apar niciodată (sau aproape niciodată).
Exemple cunoscute de crize economice și prăbușiri la bursă includ Tulipomania din secolul al XVII-lea, Criza de pe Wall Street din 1929, criza imobiliară din Japonia din anii 1980, bula dot.com (bula internetului) din 2000–2001, și mai nou criza imobiliară din Statele Unite ale Americii (care însă dă semne de revenire). În anii 2000 a început o bulă imobiliară prin care prețul caselor a crescut semnificativ.